# Hans Ruckstuhl (politicus)

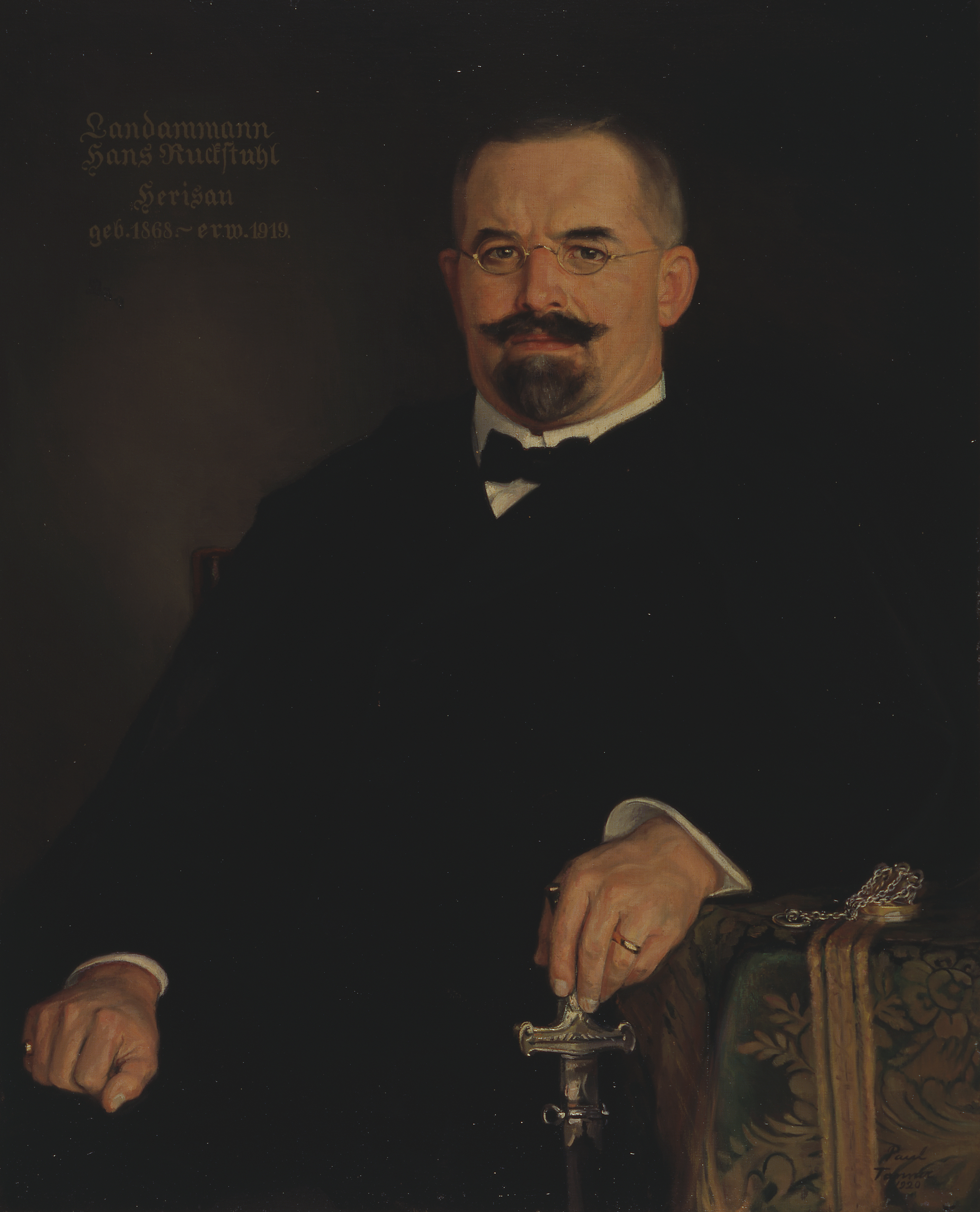
Hans Ruckstuhl

Hans Ruckstuhl (Sankt Gallen, 5 september 1868 – Herisau, 2 januari 1948) was een Zwitsers politicus.

## Loopbaan
Ruckstuhl was lid van de Vrijzinnig Democratische Partij (FDP) en vanaf 1919 de Vooruitstrevende Burgerpartij (FBP). Hij was ook lid van de Regeringsraad van het kanton Appenzell Ausserrhoden.
Ruckstuhl was van 1919 tot 1921 voorzitter van de Regeringsraad (dat wil zeggen regeringsleider) van het kanton Bern.

## Voetnoten
1. ↑  Naam van de FDP afdeling in het kanton Appenzell Ausserrhoden

- Base de données des élites suisses: 63370
- Gemeinsame Normdatei: 1060058596
- Historisch woordenboek van Zwitserland: 006900
- Virtual International Authority File: 311437489